# تپه خیره نساری
تپه خیره نساری مربوط به دوره اشکانیان - دوره ساسانیان است و در شهرستان کوهدشت، بخش مرکزی، دهستان کوهدشت شمالی، ۴۵۰ متری جنوب شرق روستای جعفرآباد اولاد قباد واقع شده و این اثر در تاریخ ۲۶ اسفند ۱۳۸۷ با شمارهٔ ثبت ۲۶۱۶۷ به‌عنوان یکی از آثار ملی ایران به ثبت رسیده است.